# San Benedetto Val di Sambro
San Benedetto Val di Sambro is een gemeente in de Italiaanse metropolitane stad Bologna (regio Emilia-Romagna) en telt 4493 inwoners (31-12-2004). De oppervlakte bedraagt 66,7 km², de bevolkingsdichtheid is 66 inwoners per km².
De volgende frazioni maken deel uit van de gemeente: Sant'Andrea, Pian del Voglio, Monteacuto Vallese, Madonna dei Fornelli, Ripoli, Castel dell'Alpi, Montefredente, Qualto, Cedrecchia, Zaccanesca, Pian di Balestra.

## Demografie
San Benedetto Val di Sambro telt ongeveer 2034 huishoudens. Het aantal inwoners steeg in de periode 1991-2001 met 5,2% volgens cijfers uit de tienjaarlijkse volkstellingen van ISTAT.
| Jaar | Inwoneraantal |
| ---- | ------------- |
| 1991 | 4160          |
| 2001 | 4375          |

## Geografie
De gemeente ligt op ongeveer 602 meter boven zeeniveau.
San Benedetto Val di Sambro grenst aan de volgende gemeenten: Castiglione dei Pepoli, Firenzuola (FI), Grizzana Morandi, Monghidoro, Monzuno.